# ژرژ هوی
ژرژ هوی (انگلیسی: Georges Ehui؛ زادهٔ ۲ فوریهٔ ۱۹۹۴) بازیکن فوتبال اهل بریتانیا است.
از باشگاه‌هایی که در آن بازی کرده‌است می‌توان به باشگاه فوتبال ایست‌بورن بورو، باشگاه فوتبال مارگیت، باشگاه فوتبال ویلدستون، باشگاه فوتبال بورنهام، باشگاه فوتبال نورتوود، باشگاه فوتبال کوربی تاون، باشگاه فوتبال هیز، باشگاه فوتبال وایکام واندررز، و باشگاه فوتبال هادلی اشاره کرد.